# Luigi Simoni
Luigi "Gigi" Simoni (n. 22 ianuarie 1939, Crevalcore, Emilia-Romagna, Italia – d. 22 mai 2020, Pisa, Toscana, Italia) a fost un fotbalist și antrenor de fotbal italian. Pe lângă alte trofee cucerite atât ca jucător cât și ca antrenor, în sezonul 1997-1998 a condus-o pe Inter Milano spre câștigarea Cupei UEFA.

## Palmares

### Jucător
- Coppa Italia (1)

Napoli: 1961-1962
- Serie B (1)

Genoa: 1972-1973

### Antrenor

#### Național
- Serie B (3)

Genoa: 1975-1976
Pisa: 1984-1985, 1986-1987

#### Internațional
- Cupa UEFA (1)

Inter: 1997-1998
- Cupa Anglo-Italiană (1)

Cremonese: 1992-1993

#### Individual
- Panchina d'oro (1)

1997-1998